# Manoir du Coin
Le manoir du Coin est une demeure, des XVe – XVIe siècles, qui se dresse sur le territoire de la commune française du Mesnil-Mauger, dans le département du Calvados, en région Normandie.

## Localisation
Le manoir est situé, sur la RD 47, près de Mézidon, à 5 kilomètres à l'ouest de l'église Saint-Étienne du Mesnil-Mauger, dans le département français du Calvados.

## Historique
Le manoir date des XVe – XVIe siècles.

## Protection
Le manoir et ses dépendances sont inscrits au titre des monuments historiques par arrêté du 19 janvier 1927.